# Biblioteca Mazarina
La Biblioteca Mazarina (en francès, Bibliothèque Mazarine) és una de les biblioteques més importants de França. Es troba dins del Palais de l'Institut de França, o el Palau de l'Institut de França (abans el Col·legi de les Quatre Nacions de la Universitat de París), al 23 quai de Conti al 6è arrondissement, a la riba esquerra del Sena davant el Pont des Arts i el Louvre. Creada originalment pel cardenal Mazarin com la seva biblioteca personal al segle xvii, avui té una de les col·leccions de llibres i manuscrits rars més riques de França i és la biblioteca pública més antiga del país. La seva sala de lectura, restaurada entre 1968 i 1974, restitueix el decorat d'una gran biblioteca del segle xvii.

## Història
Inicialment, era la biblioteca personal del cardenal Mazzarino (1602-1661), que alhora va esdevenir un gran bibliòfil. Va ser gestionada en un principi per Gabriel Naudé. La biblioteca va patir dispersió arran de La Fronde (una guerra civil francesa entre 1648 i 1653). Naudé va recompondre-la ajudat per François de La Poterie, que va ser el seu successor. A partir del 1682, la biblioteca va ocupar l'ala esquerra del Collège des Quatre-Nations (convertit el 1805 en el Palais de l'Institut de France). La construcció del col·legi, a prop del Barri Llatí de París i davant el Museu del Louvre, va durar uns vint anys (1662-1682).
Els revestiments de fusta que adornaven l'antiga biblioteca al palauet del Cardenal Mazzarino van ser col·locats a la nova galeria. Oberta de nou el 1689, la biblioteca, durant el període de la Revolució Francesa, a causa del seu caràcter públic i gràcies a l'acció del seu bibliotecari, el pare Gaspard Michel (anomenat Leblond), va treure gran profit de les confiscacions efectuades per raons polítiques, tant als establiments religiosos com a les cases dels emigrats. En aquests temps revolucionaris, la biblioteca tenia més de 60.000 volums. Des de llavors, va continuar enriquint-se gràcies a les adquisicions de llibres de nou publicats, a les atribucions del dipòsit legal i a les donacions, de vegades importants (fons Ampère, Lebrun, Faugère, Faralicq o Demangeon-Perpillou).

## Actualitat
Actualment, té 600.000 volums (dels quals 180.000 són anteriors al segle xix), 4.639 manuscrits i 2.600 títols de publicacions periòdiques (de les quals 650 encara es reben). A més, conté una col·lecció d'incunables amb més de 2370 volums, entre els quals es troba una bíblia de Gutemberg, coneguda com la Bíblia Mazarina. També conté la Grammaire catalane, inèdita, de Josep Tastú, intel·lectual perpinyanès del segle xix, i el Vocabulari català-castellà del valencià Joaquim Sanelo.